# Šilhánky
Šilhánky jsou přírodní památka rozkládající se na území Kraje Vysočina, v katastrálním území obce Doupě – vzdálena 1,4 km severozápadně od středu obce Doupě a asi 7,5 km severozápadně od města Telč. Tato přírodní památka byla vyhlášena 19. dubna 2016  a důvodem k vyhlášení byl výskyt mokřadních biotopů dvou lesních rybníčků (Šilhánek a Pařezáček)  s výskytem zvláště chráněných a významných druhů rostlin a živočichů vázaných na tento biotop. Přírodní památka má rozlohu 5,4149 ha  a nachází se v nadmořské výšce 630 metrů. Dle biogeografického členění České republiky je území zařazeno do Javořického bioregionu 1.64

## Charakteristika lokality

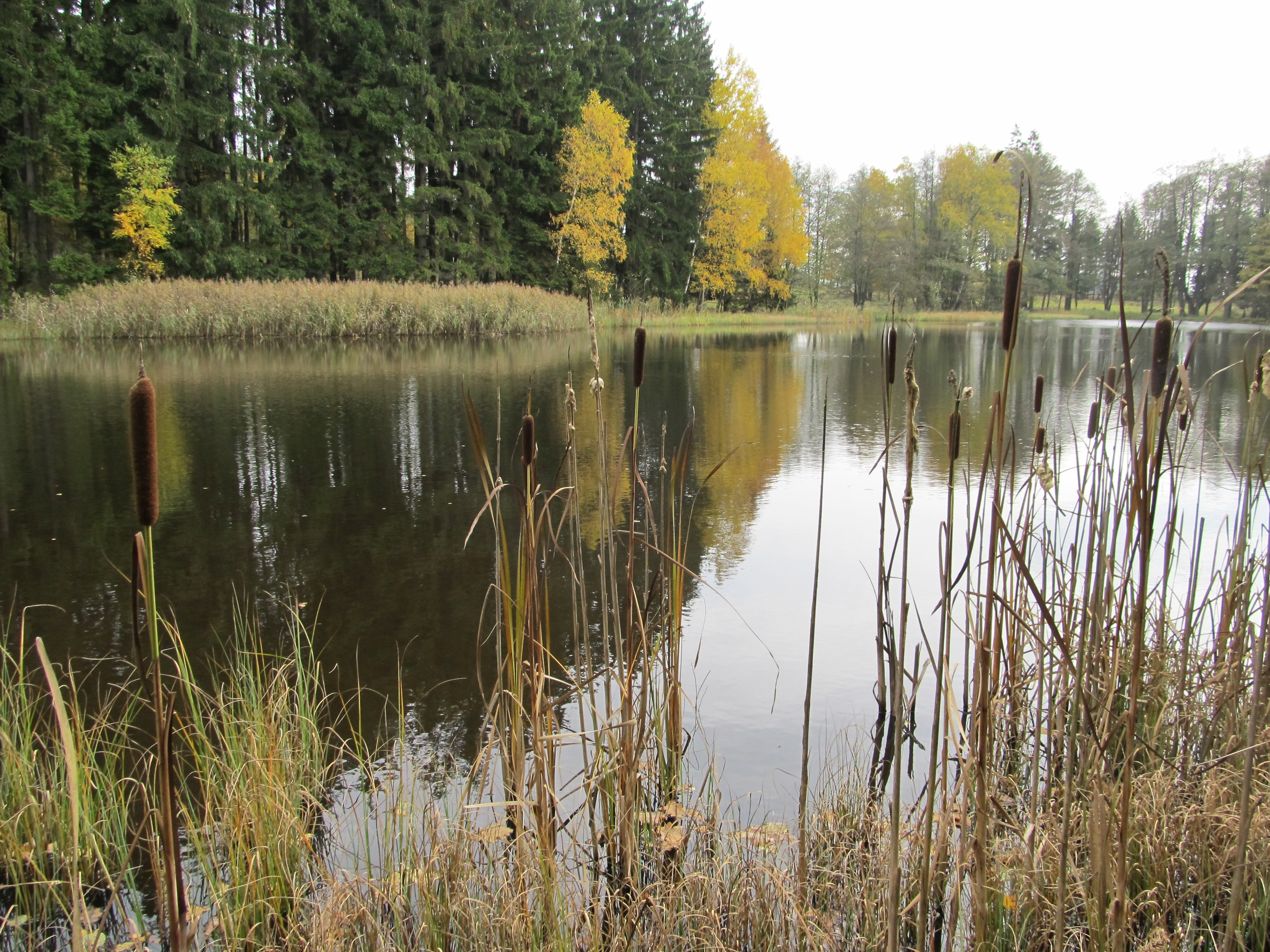
Dolní rybník

Přírodní památka se nachází na území Roštejnské obory, přibližně 2 km od obce Doupě v Kraji Vysočina. Je tvořena dvěma oligotrofními rybníky, které leží na bezejmenném potoku. Tyto rybníky jsou odděleny hrází, po které vede hlavní cesta skrz Roštejnskou oboru, která slouží k poměrně intenzivnímu chovu mufloní a dančí zvěře. Chovem této zvěře ovšem nebyl prokázán žádný negativní vliv na samotné rybníky ani mokřady, které se rozprostírají v blízkém okolí rybníků. Tyto mokřady představují skvělé životní podmínky pro mnoho druhů živočichů i rostlin. Za zmínku stojí třeba vrbovka bahenní (Epilobium palustre), pomněnka trsnatá (Myosotis caespitosa), mochna bahenní (Potentilla palustris) nebo starček potoční (Tephroseris crispa), které rostou právě na mokřadních loukách a jsou všechny zařazeny v červeném seznamu v kategorii C4 (druhy vyžadující další pozornost). Dalším důležitým biotopem je zrašelinélá loučka u spodního rybníka, kde roste opět mochna bahenní (Potentilla palustris). Pod hrází, která odděluje oba rybníky, se nachází další významný biotop – podmáčené olšiny, kde roste třeba kopřiva dvoudomá (Urtica dioica), blatouch bahenní (Caltha palustre), třtina šedavá (Calamagrostis canesens), ale hlavně zde převažuje metlice trstnatá (Deschampsia cespitosa).

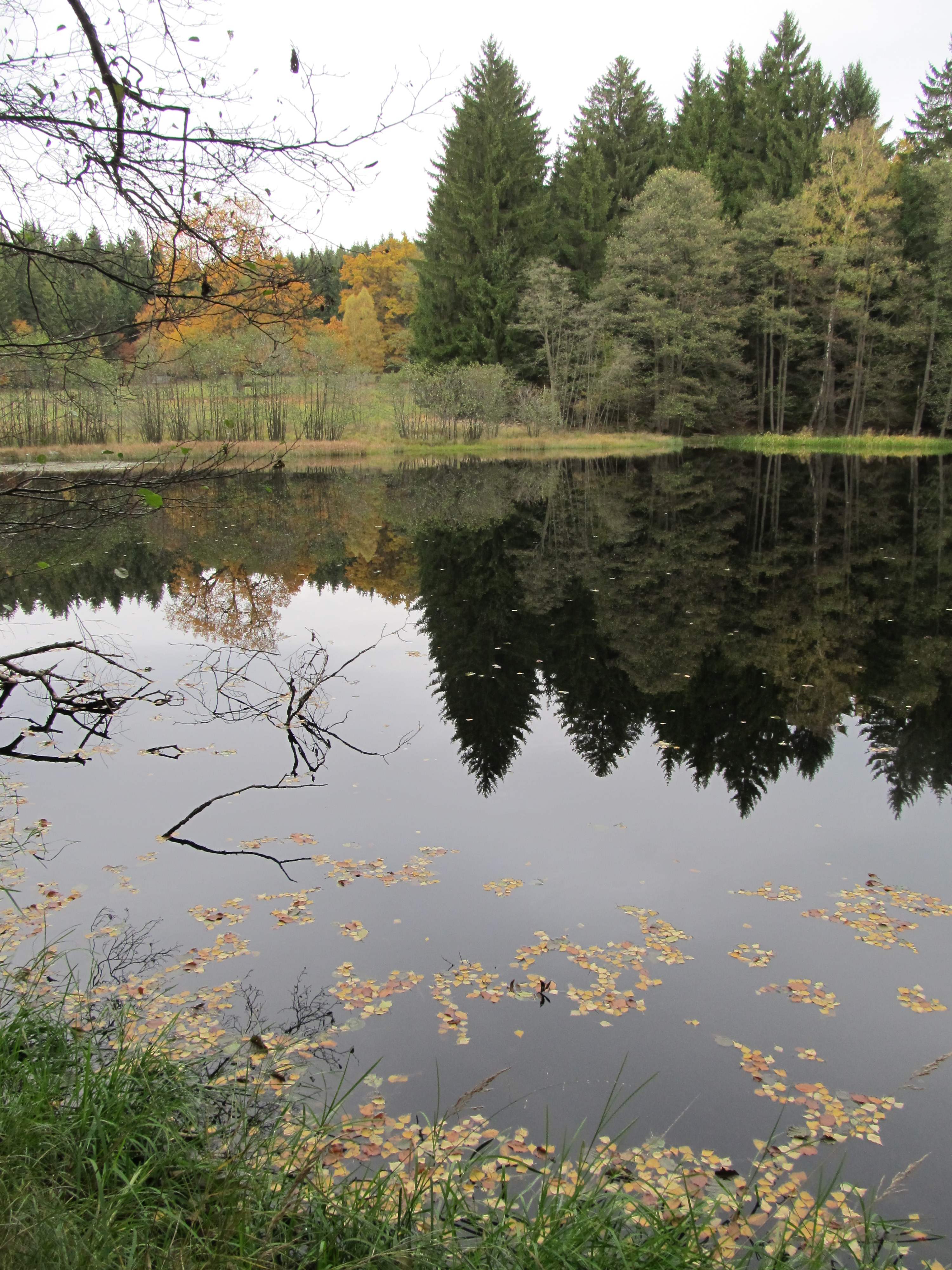
Pohled na horní rybník

## Historie
Přírodní památka Šilhánky je součástí Roštejnské obory, která dnes slouží částečně i jako naučná přírodovědná stezka. Obora vznikla na konci 16. století a patří mezi nejstarší obory v České republice. Byla však zničena během druhé světové války a znovu obnovena až v roce 2007. Od té doby má rozlohu 126,9 ha. Druhy chovné zvěře se postupně měnily, v dnešní době jsou zde především zástupci mufloní a dančí zvěře. 

## Přírodní poměry

### Geomorfologie
Z hlediska geomorfologického členění náleží lokalita k celku Křižanovská vrchovina, podcelek Brtnická vrchovina, okrsku Třešťská pahorkatina. Přírodní památka je situována v mělkém zalesněném údolí bezejmenného potoka na jižním okraji rozsáhlého lesního komplexu. Geologickým podkladem jsou kvartérní usazeniny v nivě potoka na vyvřelinách moldanubika (granit). Půdními typy lokality jsou zrašelinělé a modální gleje, v okolí rybníčků se nachází oglejené kambizemě.

### Klima
Území se nachází v chladné klimatické oblasti charakterizované průměrným počtem dní s teplotou vzduchu 10 °C a vyšší okolo 130 dní a průměrným ročním úhrnem srážek přesahujícím 580 mm. 

### Flóra

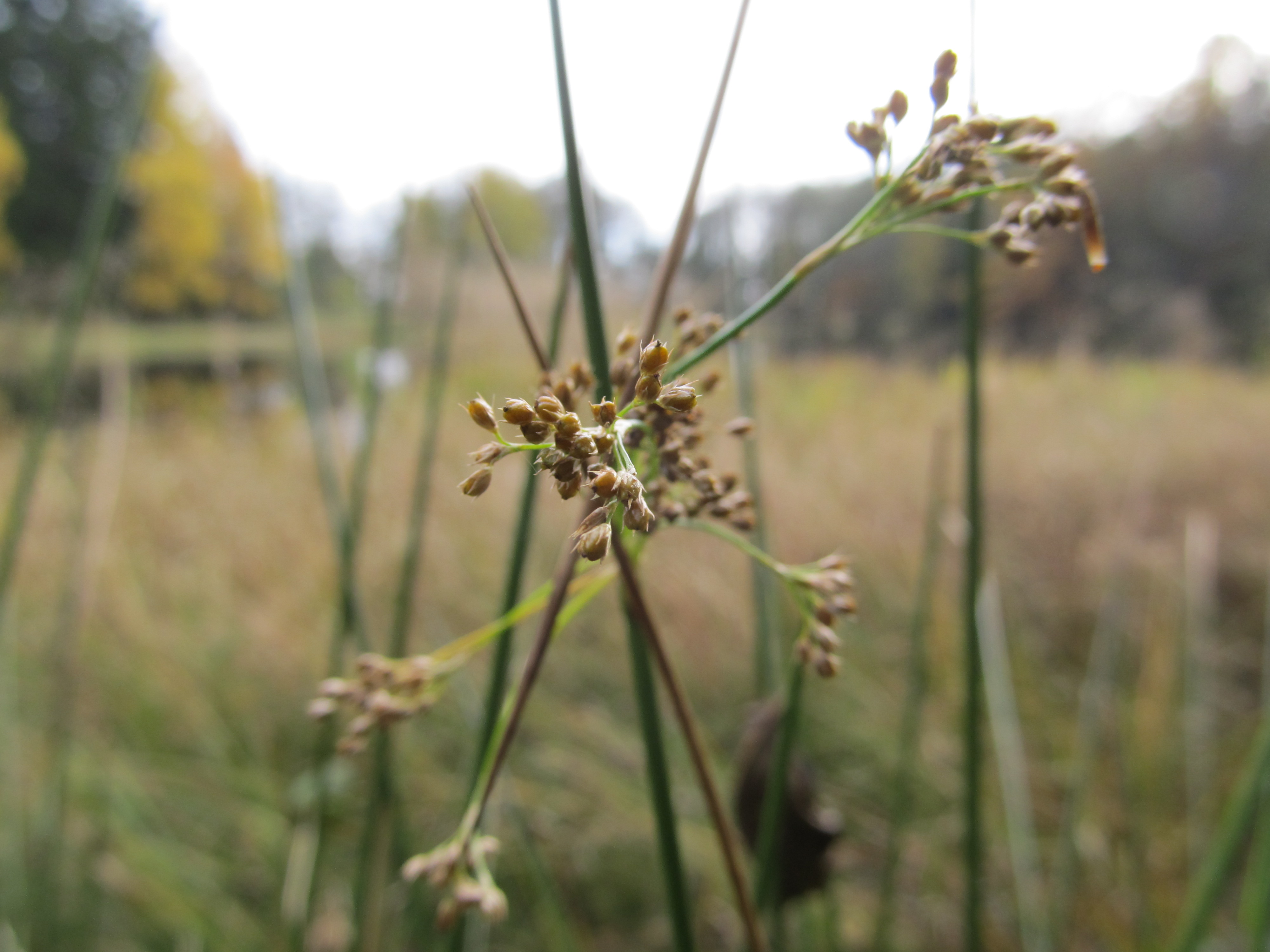
Sítina rozkladitá (Juncus effusus)

Celkem byla zjištěna přítomnost 5 druhů rostlin, které jsou uvedené v Červeném seznamu ohrožených druhů. Je to všivec lesní (Pedicularis sylvatica) silně ohrožený druh (C2), mochna bahenní (Potentilla palustris) druh vyžadující další pozornost (C4), starček potoční (Tephroseris crispa) druh vyžadující další pozornost (C4), ptačinec bahenní (Stellaria palustris) silně ohrožený druh (C2), pomněnka trsnatá (Myosotis caespitosa) druh vyžadující další pozornost (C4). Na podmáčených loukách okolo obou rybníků roste kromě chráněných druhů i druhy běžné jako například suchopýr úzkolistý (Eriophorum angustifolium), karbinec evropský (Lycopus europaeus), čarovník alpský (Circaea alpina), rdest vzplývavý (Potamogeton natans), vrbovka bahenní (Epilobium palustre), kopřiva dvoudomá (Urtica dioica), blatouch bahenní (Caltha palustris), šťovík kadeřavý (Rumex crispus), metlice trstnatá (Deschampsia caespitosa) nebo třtina šedavá (Calamagrostis canescens).

### Fauna
Mezi ohrožené živočišné druhy Červeného seznamu, které se vyskytují na území této přírodní památky patří především šidélko kroužkované (Enallagma cyathigerum) druh kriticky ohrožený jakožto zástupce bezobratlých. Obojživelníky zde zastupují kuňka obecná (Bombina bombina) silně ohrožený druh, skokan ostronosý (Rana arvalis) druh kriticky ohrožený, skokan krátkonohý (Pelophylax lessonae) druh silně ohrožený, čolek obecný (Triturus vulgaris) druh téměř ohrožený, čolek horský (Triturus alpestris) druh téměř ohrožený, ropucha obecná (Bufo bufo) druh téměř ohrožený, rosnička zelená (Hyla arborea) druh téměř ohrožený. Zástupce plazů například užovka obojková (Natrix natrix) a z ptáků zde žije ledňáček říční (Alcedo atthis) druh silně ohrožený, rorýs obecný (Apus apus) druh ohrožený nebo polák chocholačka (Aythya fuligula). Fauna savců je zde zastoupena hlavně muflony a daňky, kteří se chovají v oboře. V okolí rybníků žije ale například i vydra říční (Lutra lutra) druh silně ohrožený.

## Ochrana přírody

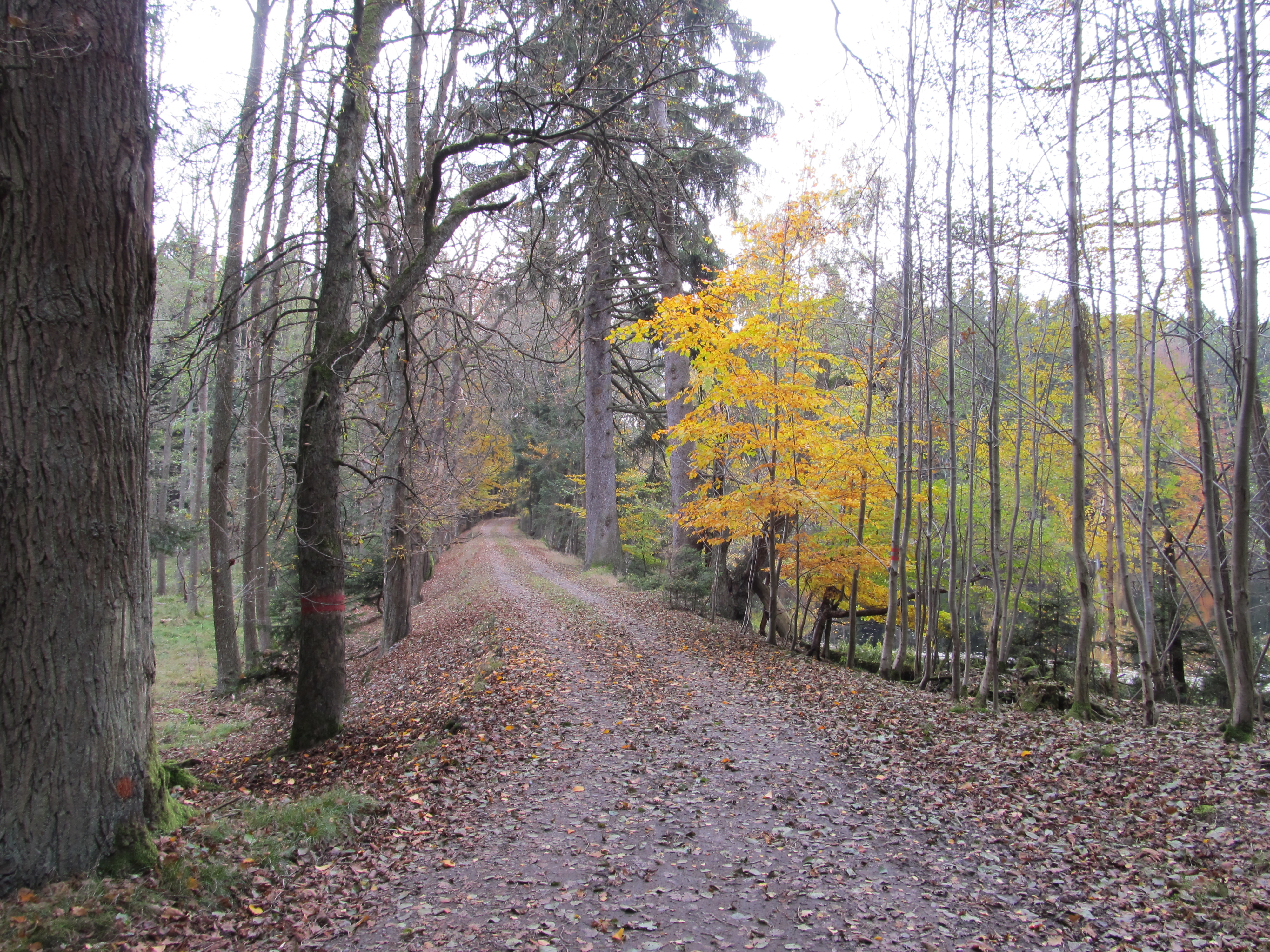
Hráz oddělující rybníky

Hlavní cíl, který si stanovil plán péče vydaný pro roky 2016–2025 je ochrana přírodní památky, ale bez větších nebo intenzivnějších zásahů. Cílem je zachování životních podmínek pro všechny druhy i biotopy, které se na tomto území přirozeně vyskytují. V případě biotopů je tento typ ochrany důležitý právě proto, že i sebemenší změna může mít negativní vliv na celé populace významných druhů rostlin i živočichů, které jsou na tyto biotopy vázané. Za účelem splnění tohoto cíle ochrany přírodní památky Šilhánky jsou zakázány činnosti a zásahy způsobující jakékoliv terénní úpravy, změna druhů nebo způsob využití pozemků, změna vodního režimu na celém území, manipulace s hladinou na vodních plochách, provádění zásahů do litorálních porostů či úprava dna a břehů (včetně odbahňování). Zakázáno je i zřizování mysliveckých zařízení (i přes to, že přírodní památka je součástí obory, která slouží k chovu muflonů a daňků) a vypouštění nebo krmení divokých kachen.

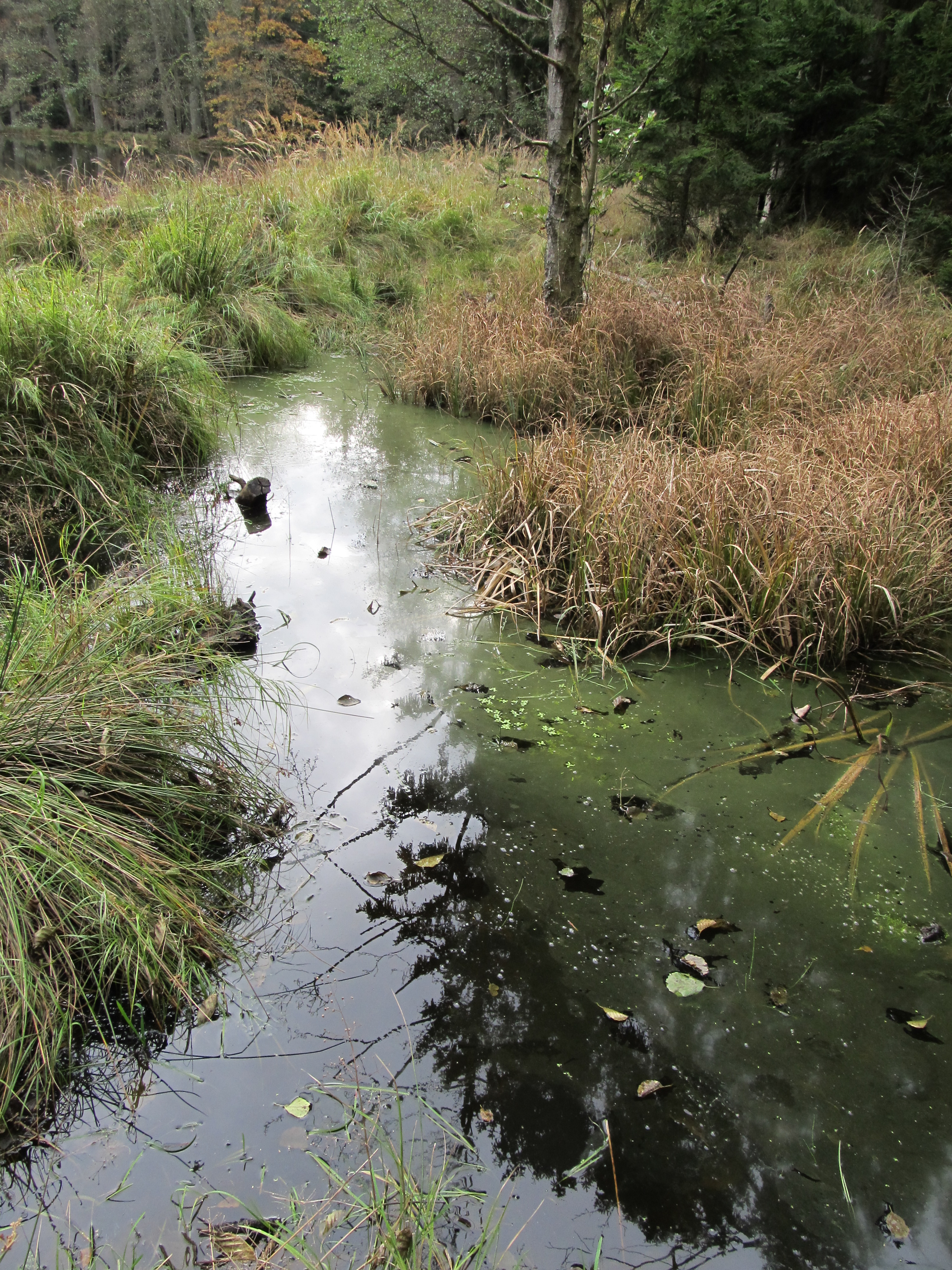
Tůň dolního rybníka

Současně s návrhem na vyhlášení přírodní památky Šilhánky byl podán i návrh na vyhlášení přilehlého ochranného pásma. Konkrétně by to měl být trvalý travní porost, který se nachází v lesních porostech v okolí obou rybníků. Jedná se o přirozený terestrický biotop mnoha druhů obojživelníků. Tato louka je pravidelně kosena a využívání jako krmeliště pro zvěř (zejména mufloni, daňci a divoká prasata), která žije v oboře. Nicméně pro samotnou podstatu mokřadu právě toto není úplně vhodné, hlavně kvůli možnosti případné další eutrofizace území, a proto by bylo při vyhlášení ochranného pásma nutné přemístit krmeliště z dosahu tohoto pozemku. 

## Rekreace a turismus

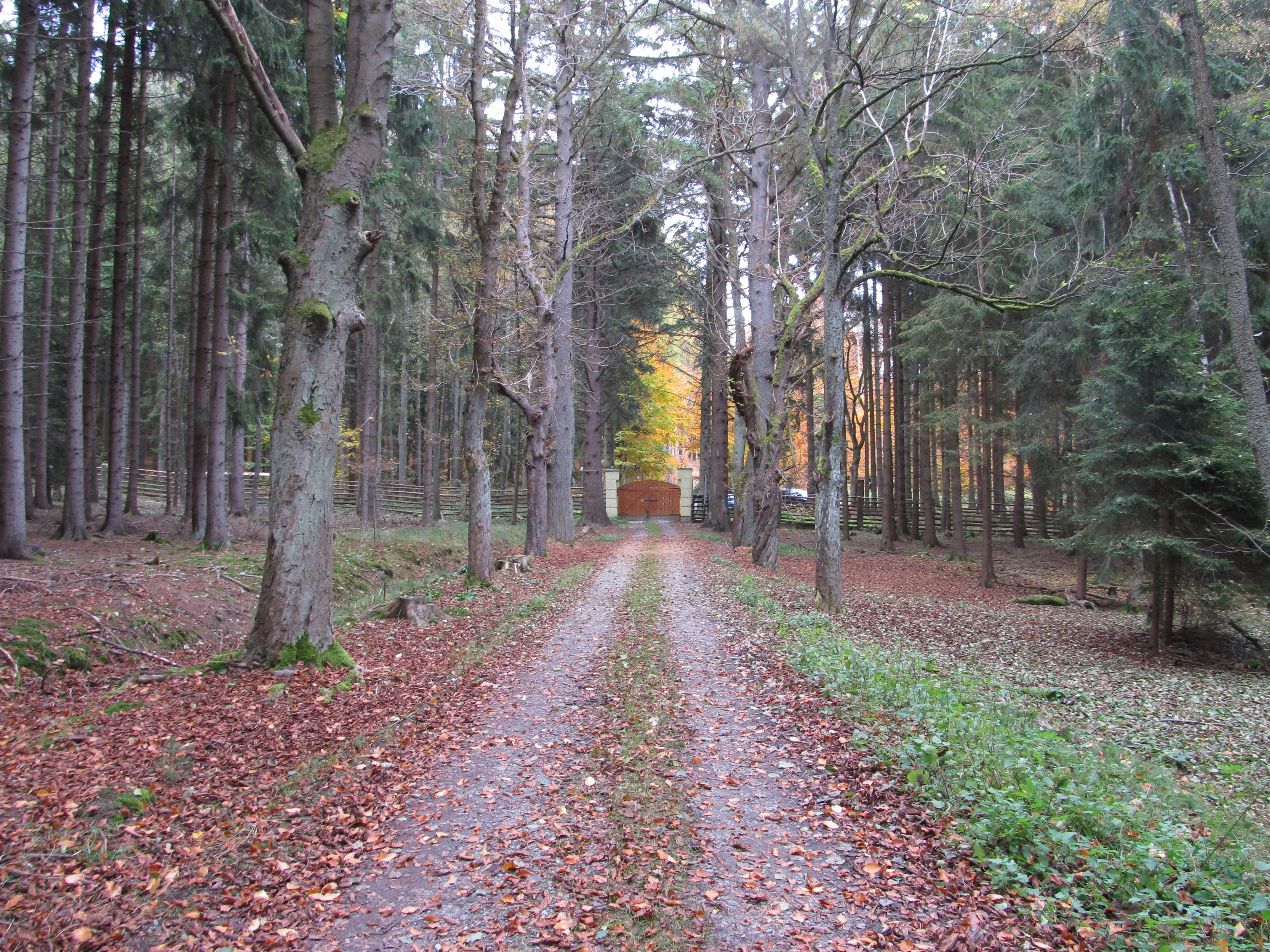
Vchod do Roštejnské obory

Přírodní památka Šilhánky je součást Roštejnské obory. Území této obory obklopuje pozdně gotický hrad Roštejn, který se nachází přibližně 2 km od obce Doupě a přibližně 10 km od města Telč. Hrad Roštejn je součástí nejfrekventovanější turistické stezky vedoucí skrz Vysočinu. Její délka je přibližně 7 km a spojuje hrad s nejvyšším bodem Českomoravské vrchoviny – Javořicí (ležící v nadmořské výšce 837 m n. m.). Přímo u hradu Roštejn na tuto hlavní stezku navazuje okružní, dva kilometry dlouhá naučná stezka Roštejnská obora. Od obory ke hradu potom vede žlutá turistická značka. 
Území přírodní památky Šilhánky není využíváno k žádnému rekreačnímu ani sportovnímu využití a ani se v nejbližší době nepředpokládá nějaká změna v tomto ohledu. Není tedy důvod navrhovat žádné regulační patření aktivit tohoto typu.